# بیدو (تاجیکستان)
بیدو (تاجیکستان) (به لاتین: Bidev) یک منطقهٔ مسکونی در تاجیکستان است که در ولایت سغد واقع شده‌است.

## خصوصیات
بیدو ۲۰ نفر جمعیت دارد و ۲٬۴۸۹ متر بالاتر از سطح دریا واقع شده‌است.